# Betet (Ngronggot)
Betet is een bestuurslaag in het regentschap Nganjuk van de provincie Oost-Java, Indonesië. Betet telt 4258 inwoners (volkstelling 2010).